# Nolay (Côte-d’Or)
Nolay ist eine französische Gemeinde mit 1419 Einwohnern (Stand 1. Januar 2022) im Département Côte-d’Or in der Region Bourgogne-Franche-Comté; sie gehört zum Arrondissement Beaune und zum Kanton Arnay-le-Duc.

## Bevölkerungsentwicklung
| Jahr                       | 1962 | 1968 | 1975 | 1982 | 1990 | 1999 | 2007 | 2016 |
| Einwohner                  | 1547 | 1589 | 1647 | 1582 | 1551 | 1547 | 1482 | 1481 |
| Quellen: Cassini und INSEE |      |      |      |      |      |      |      |      |

## Sehenswürdigkeiten
- Kapelle Saint-Pierre (15. Jahrhundert)
- Kirche Saint-Martin (15. Jahrhundert)
- Markthalle (14. Jahrhundert)
- Häuser aus dem 16. Jahrhundert

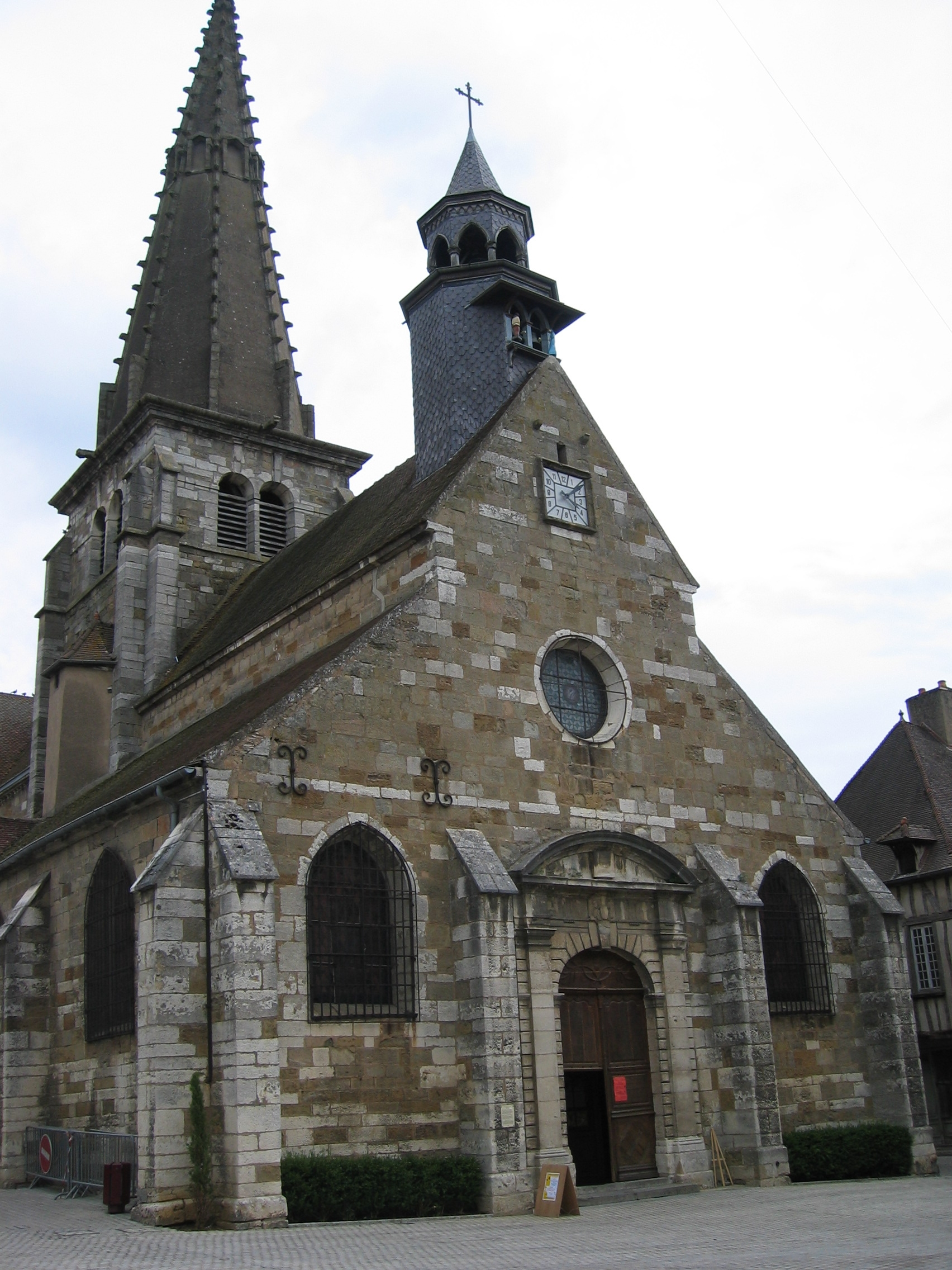
Kirche Saint-Martin
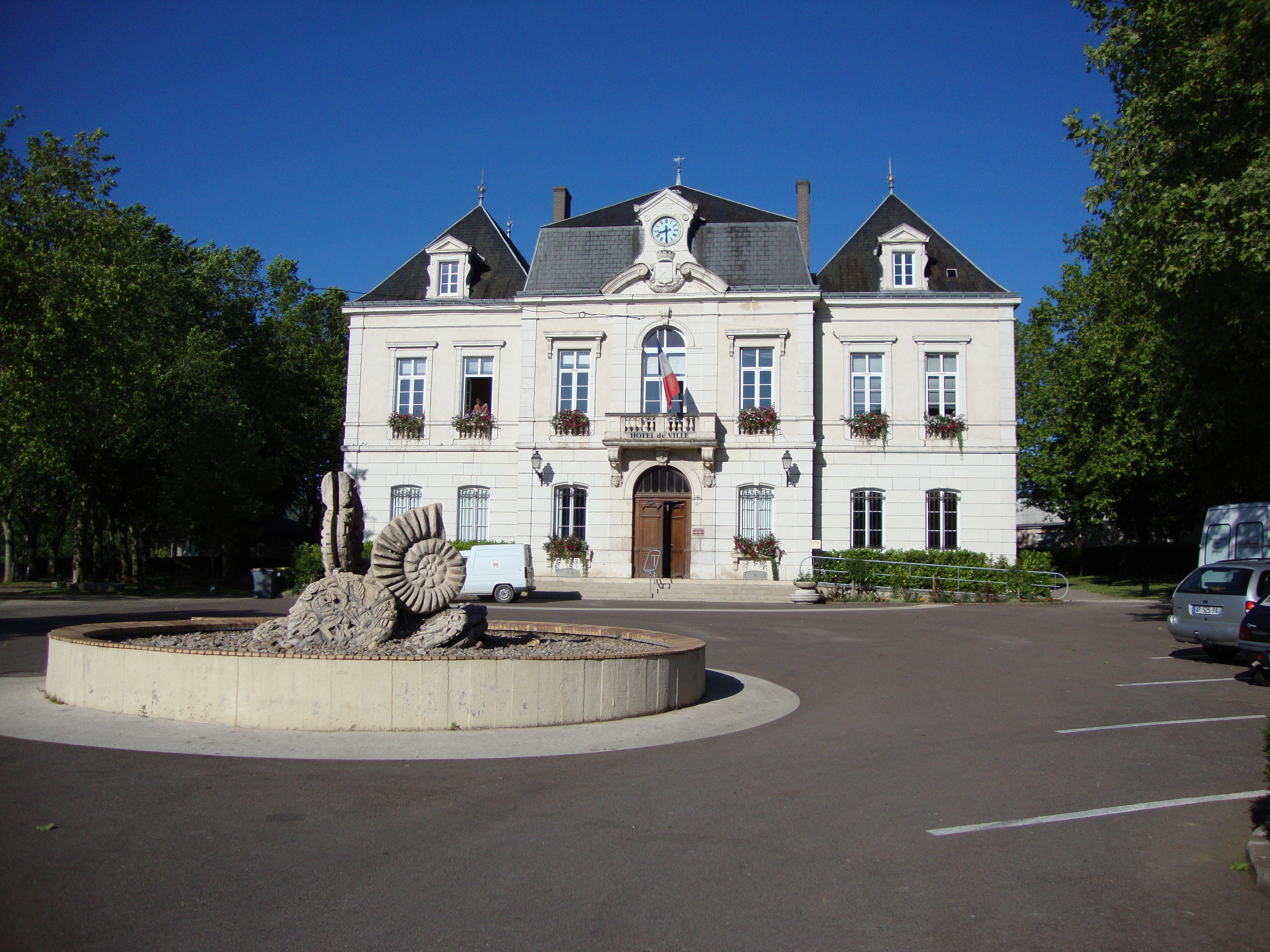
Rathaus (Mairie)
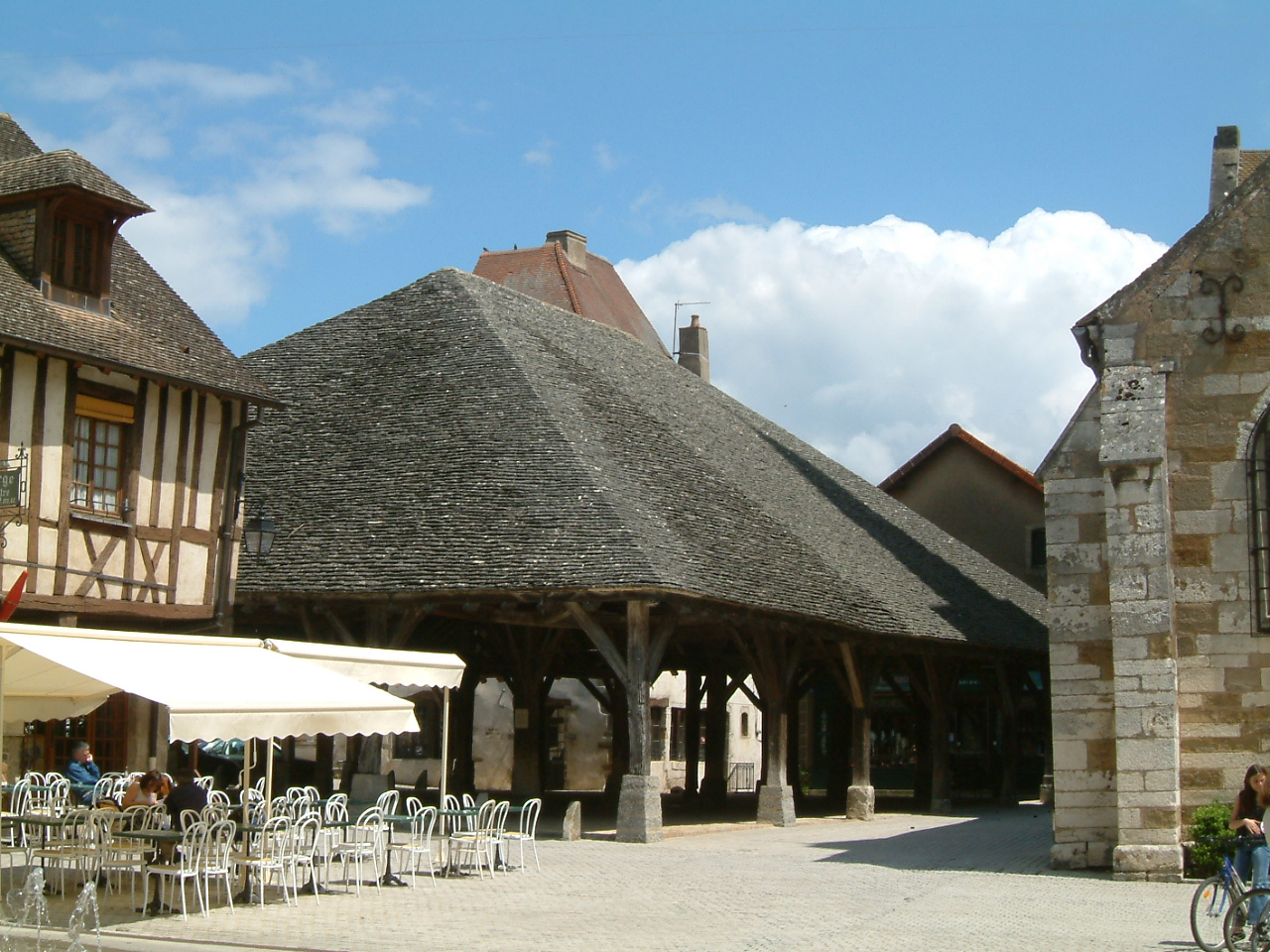
Markthalle

## Persönlichkeiten
- Lazare Carnot (1753–1823), französischer Offizier, Mathematiker und Politiker

## Städtepartnerschaft
Nolay unterhält seit 1966 eine Städtepartnerschaft mit Worms-Pfeddersheim.